# Medalla Nacional de las Artes
La Medalla de las Artes (National Medal of Arts, en inglés) es un premio y un título creados en 1984 por el Congreso de los Estados Unidos con el propósito de honrar a artistas y filántropos. Se trata del más alto honor concedido a un artista en los Estados Unidos, a diferencia del Premio Kennedy, que se otorga solo a artistas del espectáculo.
Quienes son honrados son seleccionados por el National Endowment for the Arts (NEA) y el premio lo hace entrega el presidente de los Estados Unidos.
La medalla fue diseñada por el escultor Robert Graham.
En 1983, un año antes del establecimiento de la medalla, cinco artistas fueron honrados como preludio, y recibieron una medalla de manos del entonces presidente Ronald Reagan:
- Pinchas Zukerman
- Frederica von Stade
- Czesław Miłosz
- Frank Stella
- Philip Johnson
- Luis Valdez

Los primeros en recibirla en su formato actual fueron, en 1985:
- Elliott Carter
- Ralph Ellison
- José Ferrer
- Martha Graham
- Louise Nevelson
- Georgia O'Keeffe
- Leontyne Price
- Dorothy Buffum Chandler
- Lincoln Kirstein
- Paul Mellon
- Alice Tully